# Shoka
Die Shoka (auch Soka, swahili für Axt) ist eine afrikanische Streitaxt, die von den Stämmen um den Tanganjikasee im ehemaligen Königreich Kongo, heute Republik Kongo, benutzt wurde.

## Geschichte
Die Shoka wurde als landwirtschaftliches Gerät entworfen. Sie wurde im Kasongo-Gebiet südlich des Tanganjikasees, der heutigen Republik Kongo, hergestellt. Das ursprüngliche Arbeitsgerät wurde später als Streitaxt verwendet.

## Beschreibung
Sie ähnelt einem Beil, das von den Stämmen zur Arbeit benutzt wird und ebenfalls Shoka genannt wird. Jedoch ist ihr Blatt etwas länger und dünner gearbeitet als das Blatt des Werkzeugs. Der Stiel ist am vorderen Kopfende dick und keulenförmig. Am Griffende ist sie dünner und das Stielende ist verjüngt. Das Klingenblatt ist dreieckig und die Kanten sind eher stumpf. Das Blatt ist mit einer eisernen Angel in der Griffstange befestigt. Die Klingenoberseite ist etwa 19 cm lang, die Länge der Schneiden jeweils etwa 9 cm.